# Manduca empusa
Manduca empusa is een vlinder uit de familie van de pijlstaarten (Sphingidae). De wetenschappelijke naam van de soort werd in 1965 gepubliceerd door Kernbach.